# Johann Peter Wagner (Bildhauer)

Johann Peter Wagner

Johann Peter Alexander Wagner (* 26. Februar 1730 in Obertheres; † 7. Januar 1809 in Würzburg) war ein deutscher Bildhauer des Rokoko und Frühklassizismus. Er gilt als einer der Hauptvertreter der Rokokoplastik in Mainfranken und schuf in den 1760er und – zum Würzburger Hofbildhauer ernannt – in den 1770er Jahren ein umfangreiches Werk für kirchliche und weltliche Auftraggeber.

## Leben
Johann Peter Wagner war das vierte Kind des Bildhauers Johann Thomas Wagner (1691–1769) und der erste männliche Nachwuchs unter seinen insgesamt fünf Geschwistern. Zunächst besuchte er die Schule in Obertheres, einer am Mainufer gelegenen Gemeinde etwa 40 Kilometer westlich von Bamberg, und erlernte bei seinem Vater das Bildhauerhandwerk.
Im Alter von 17 Jahren verließ er 1747 nach einem Familienstreit das Elternhaus und begann die üblichen Wanderjahre. Er zog zunächst nach Wien, wo sein Onkel Johann Wagner ansässig war. Dort arbeitete er in den Werkstätten verschiedenen Meister, darunter wohl bei seinem Onkel sowie bei Balthasar Ferdinand Moll. Von dort führten ihn seine Studien bis 1753 (nach dem Stand der bisherigen Forschung wohl mit Zwischenstationen in Salzburg, München, der Schweiz und den Niederlanden) nach Mannheim, wo er offenbar eine Zeitlang in der Werkstatt von Paul Egell oder Augustin Egell tätig war.
Nach dem Tod seiner Mutter (1753) kehrte er nach Franken zurück und siedelte sich spätestens 1756 in Würzburg an, wo im Jahr zuvor der kunstsinnige Adam Friedrich von Seinsheim zum Fürstbischof ernannt worden war (zwei Jahre später auch zum Fürstbischof von Bamberg). Anfänglich arbeitete Wagner als Geselle des Hofbildhauers Johann Wolfgang van der Auwera, der jedoch noch im selben Jahr starb. 1759 übernahm Wagner die künstlerische Leitung der Werkstatt (bis zu dessen Tod 1766 zusammen mit Lukas van der Auwera, einem der Brüder von Wolfgang van der Auwera) und heiratete im selben Jahr die Witwe Wolfgang von Auweras, Maria Cordula Curé (damals 35-jährig, also sechs Jahre älter als Wagner; sie war die Tochter des 1745 verstorbenen, aus Paris stammenden Würzburger Hofbildhauers Claude Curé, von dem eine 1724 von J. A. Roth aus Bronze gegossene Statuette der Jagdgöttin Diana und andere Werke in der Würzburger Residenz stammen). Nach dem Tod seiner 1. Frau heiratete er 1767 in Würzburg Margaretha Rössinger, Trauzeugen waren der Salinenkommissar Johann Adam Schirmer und der Hofbaumeister Johann Philipp Geigel. Sein Sohn Johann Martin (1777–1858) lernte auf sein Drängen die Bildhauerei, betätigte sich aber später nur als Maler. Er war der Kunstagent von König Ludwig I. in Rom, wurde von diesem geadelt und hinterließ seine Kunstsammlungen der Universität Würzburg (Martin von Wagner Museum).
Obwohl durch sein Schaffen bereits seit Jahren weithin renommiert, ernannte Fürstbischof Adam Friedrich von Seinsheim Johann Peter Wagner erst am 22. Dezember 1771 offiziell zum Hofbildhauer des Hochstifts Würzburg, eine Position, die er 28 Jahre lang innehatte. Sein Jahresgehalt bestand nun aus 40 Gulden und einigen Maltern Korn. Zuvor hatte er für die Anfertigung einer Bildsäule aus Sandstein in Lebensgröße zwischen 16 und 18 Taler bezahlt bekommen. Trotz dieser relativ bescheidenen Entlohnung erwarb sich Wagner durch die große Zahl seiner Aufträge ein seinerzeit durchaus beachtliches Vermögen. Durch die Ernennung zum Hofbildhauer gewann Wagner im Gebiet des Hochstifts faktisch ein Monopol insbesondere bei der Ausstattung von Kirchen. Er fertigte dabei nicht nur Figuren, sondern errichtete auch komplette Kanzeln und Altaraufbauten (insgesamt rund 100).
Während der Säkularisation infolge des Reichsdeputationshauptschlusses von 1803, also noch zu Lebzeiten Wagners, wurden zahlreiche Werke aus den Kirchen und Klöstern entfernt. Sie wurden in ganz Unterfranken verstreut und gelangten oft erst viele Jahre später wenigstens wieder in kirchliche Räumlichkeiten zurück, häufig jedoch nicht am ursprünglichen Standort. Viele seiner Werke sind heute auch in Museen zu finden, darunter insbesondere im Mainfränkischen Museum in Würzburg (neben Zuschreibungen findet sich dort auch eine signierte Figurengruppe Beweinung Christi aus der Zeit um 1780, die im Kloster Oberzell wiederentdeckt worden war). Das Martin von Wagner Museum in Würzburg bewahrt auch Handzeichnungen von Johann Peter Wagner auf. Der Grundstock dieses Museums, die umfangreiche Kunstsammlung seines Sohnes, entstand wiederum aus einer bereits von Johann Peter Wagner angelegten Sammlung von Plastiken aus früheren Jahrhunderten.

## Trivia
Am ehemaligen Wohnhaus in der Stephanstraße 8 in Würzburg (heute eine kirchliche Buchhandlung) ist eine Gedenkplakette angebracht, die auf den prominenten Bewohner hinweist.
Die Volksschule von Wagners Geburtsort Theres wurde nach ihm benannt.

## Stil und Arbeitsweise

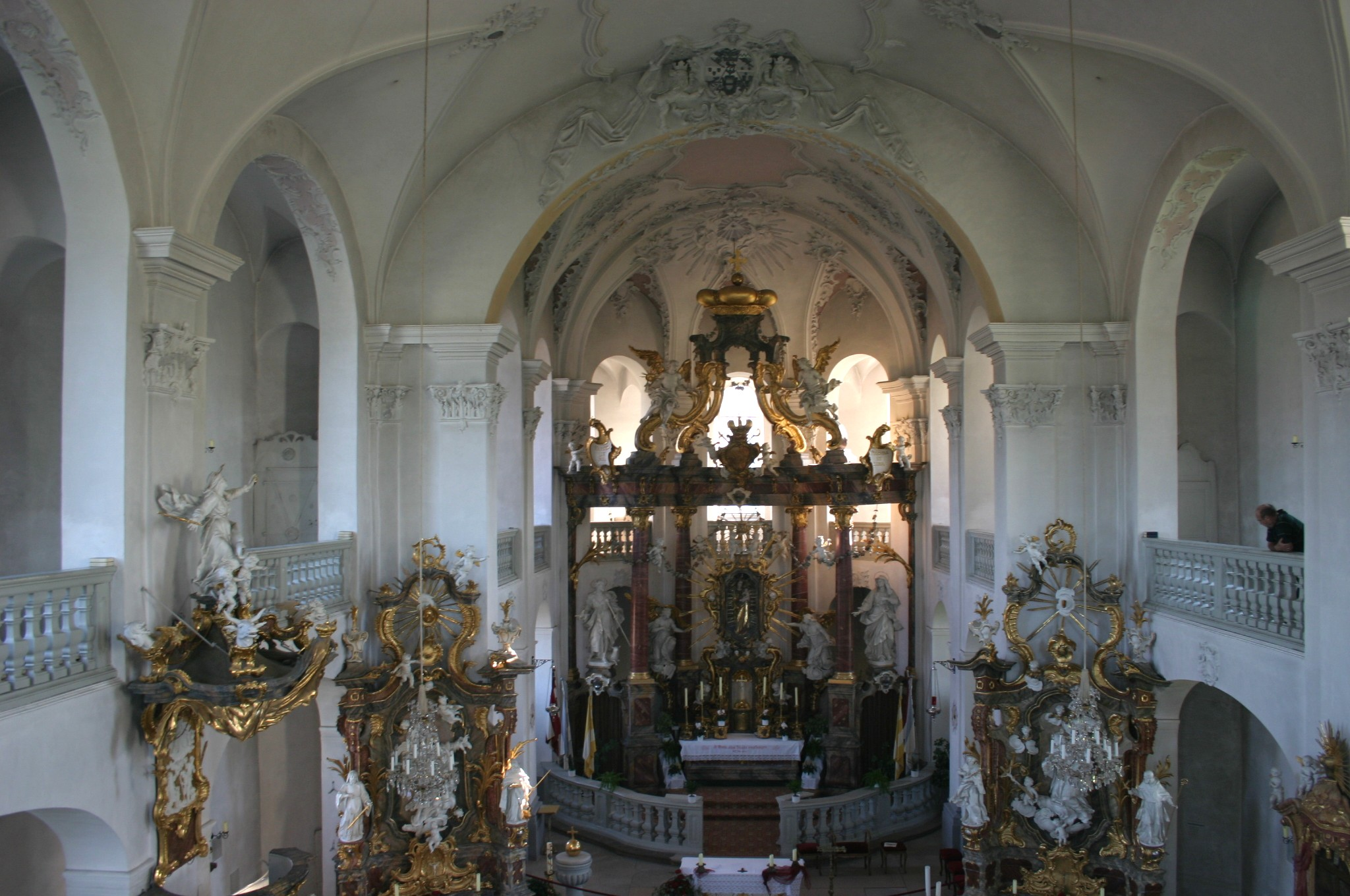
Skulpturenschmuck, Kanzel und Altar im Stil des Rokoko in der Wallfahrtskirche Maria Limbach

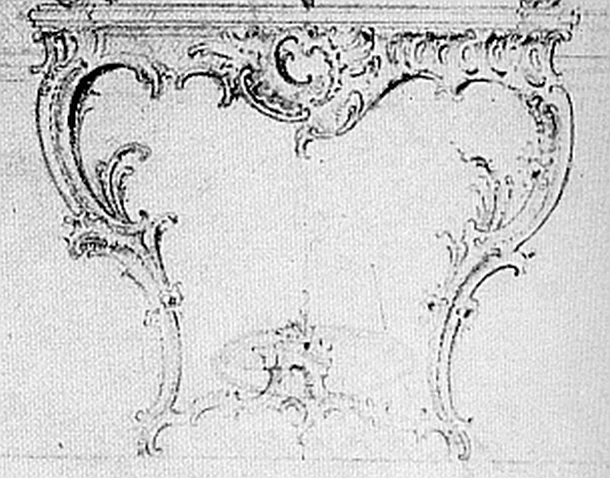
Detail einer Entwurfszeichnung Johann Peter Wagners aus dem Jahr 1763 zu einer Rokoko-Konsole für die Würzburger Residenz. Die Konsole befindet sich seit 1933 im Schloss Veitshöchheim.

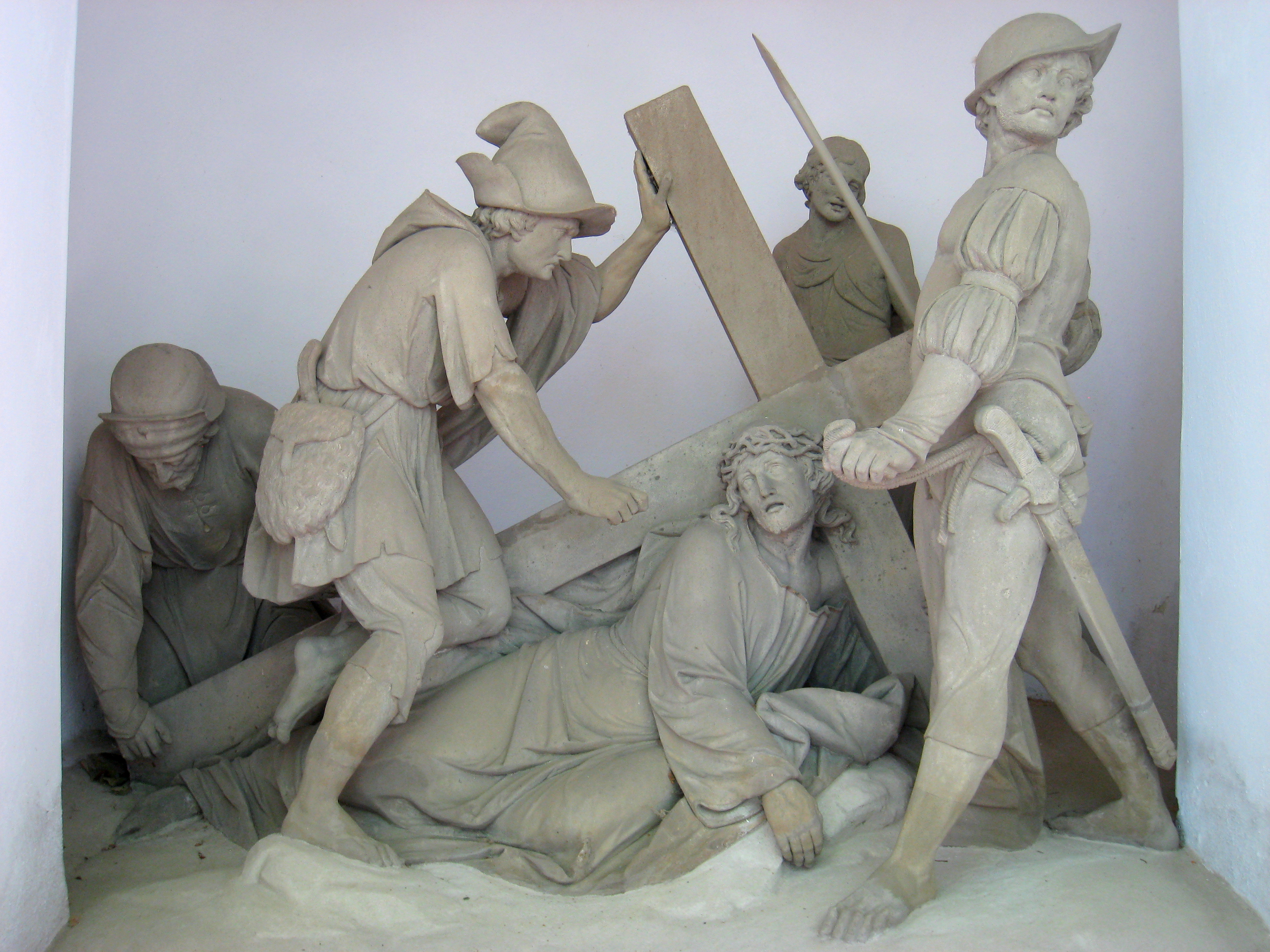
Kreuzwegstation am Würzburger Käppele

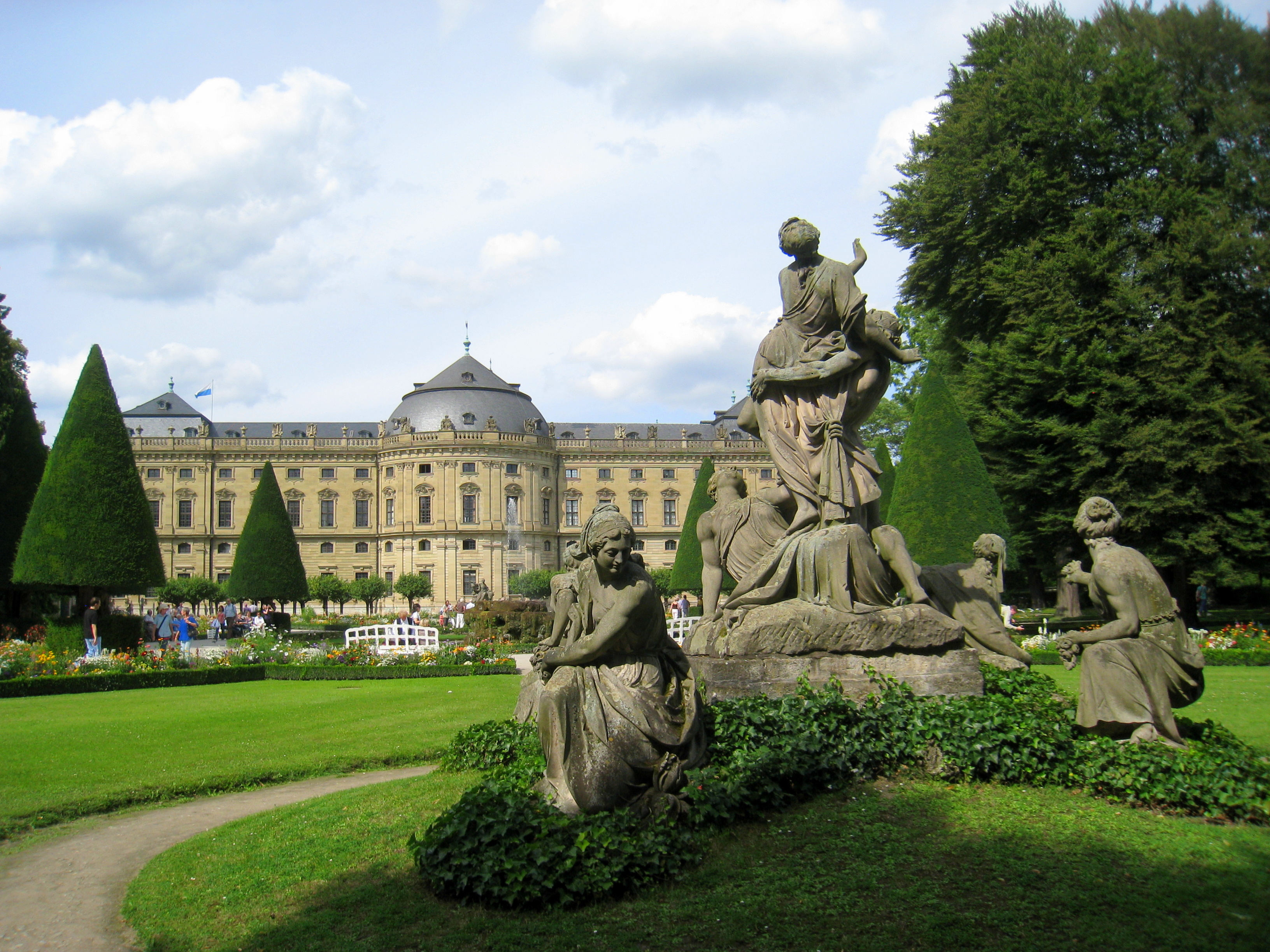
Frühklassizistische Skulpturengruppe im Hofgarten der Würzburger Residenz

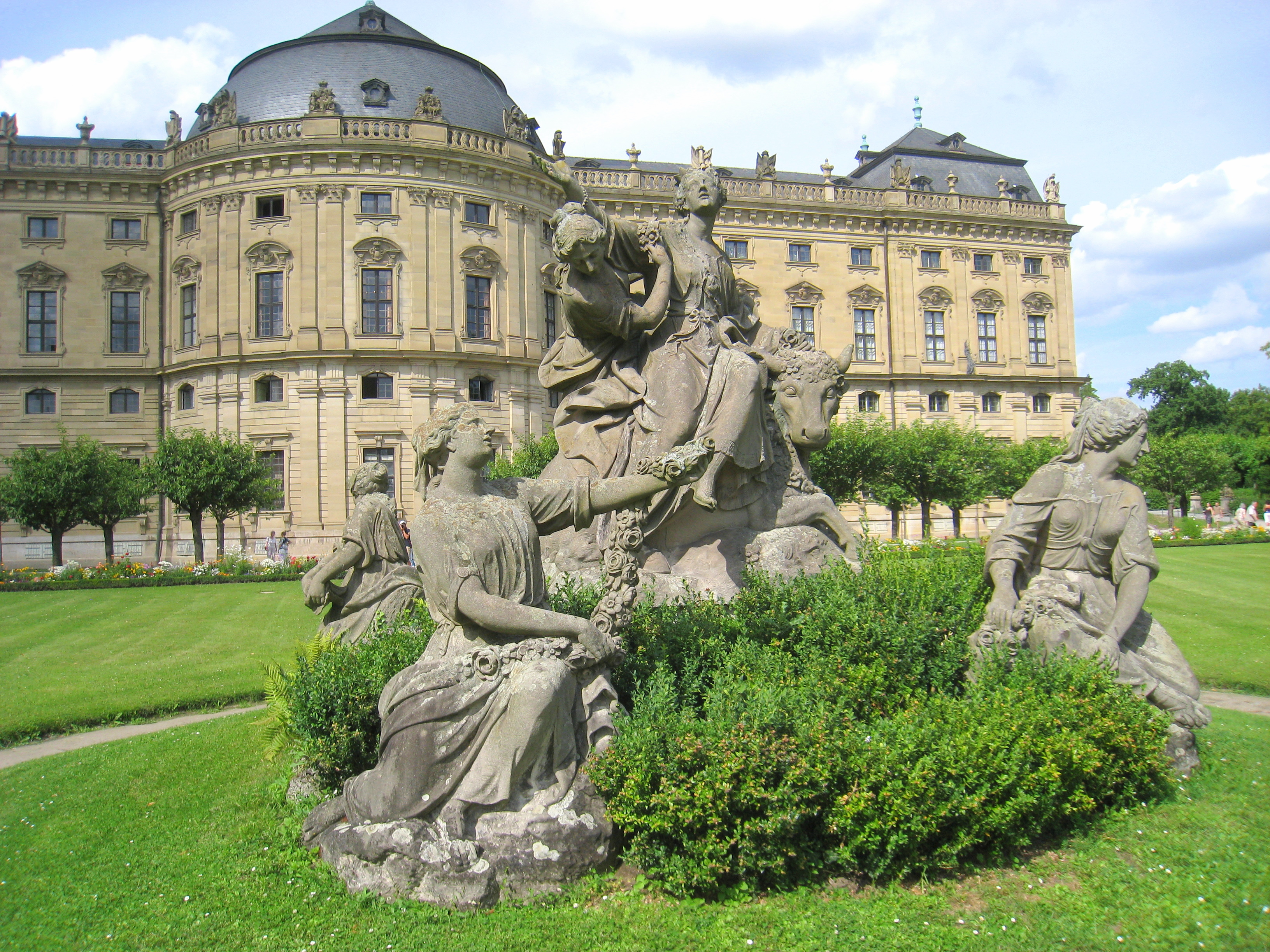
Der „Raub der Europa“ im Südgarten der Würzburger Residenz

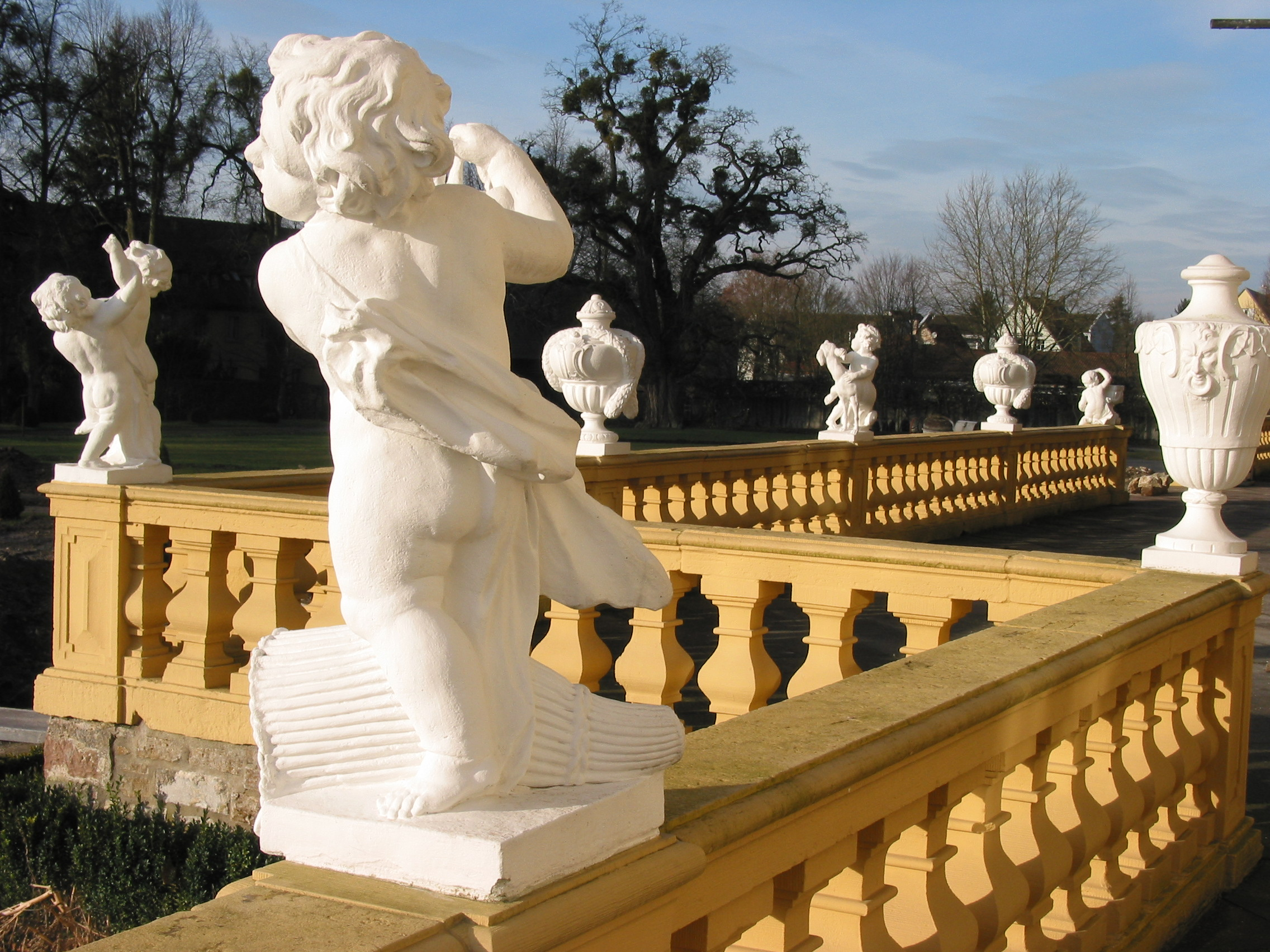
Balustrade von Schloss Veitshöchheim mit Putten und Vasen

Typisch für Arbeiten aus Wagners Hand sind gestenreiche und schreitende Figuren sowie der gebauschte, stark unterschnittene, reiche Faltenwurf der Gewänder. Oft drücken die Figuren mit geöffnetem Mund innere Bewegtheit aus. Sein Stil wandelte sich vom lebendigen Rokoko im Frühwerk nach seiner Ernennung zum Hofbildhauer – entsprechend dem Kunstwillen seines Arbeitgebers – insbesondere bei seinen profanen Werken zum ruhigeren Frühklassizismus, um gegen Ende seines Schaffens wieder mehr in Richtung Rokoko zu tendieren. Wagner arbeitete vorwiegend mit Sandstein und Marmor, daneben auch in Holz und Metall. Das Größenspektrum reicht von Miniaturen bis zu lebensgroßen Figurengruppen. Vor der endgültigen Gestaltung seiner Werke fertigte er in der Regel detaillierte Entwurfszeichnungen und Bozzetti (Modelle aus Ton) an, auf die dann ein Raster aufgezeichnet wurde, das anschließend maßstabsgetreu auf den zu bearbeitenden Steinblock übertragen wurde. Das Raster ist an manchen Modellen noch erkennbar.

## Werkauswahl
- 1760: Altar der Würzburger Augustinerkirche
- 1760: Skulpturenausstattung, Kanzel und Hochaltar (1761) der Wallfahrtskirche Maria Heimsuchung in Eltmann, Ortsteil Limbach (erster Großauftrag)
- um 1760/61: Wagner erweiterte eine von Johann Georg Neßtfell im Auftrag des Fürstbischofs Adam Friedrich von Seinsheim gefertigte Planetenmaschine durch metallenen Figurenschmuck mit einer szenischen Darstellung des Ptolemäischen Systems (Abbildung im Artikel zu Neßtfell).[5]
- ab 1761: drei Altäre und eine Kanzel für die Kirche des Klosters Himmelpforten in Würzburg; heute andernorts aufgestellt.[6]
- 1763–1765: Vierröhrenbrunnen in Würzburg, nach einem Entwurf von Lukas van der Auwera zusammen mit diesem ausgeführt
- 1764: Seitenaltäre der Pfarrkirche St. Justinus in Alzenau
- 1766: Kreuzigungsgruppe in der Kirche St. Michael in Kürnach (erst 1955 dort aufgestellt); eine Kopie steht auf der Brücke über die Kürnach vor der Griesmühle[7]
- 1767: 14 Figurengruppen mit zusammen über 60 Einzelfiguren für die Kreuzwegstationen am Würzburger Käppele (Wallfahrtskirche Mariä Heimsuchung); bis zur Fertigstellung des Kreuzwegs 1775 arbeiteten daran unter Wagners Leitung mehrere Gesellen; auch die Figur der schwangeren Maria an der Kapellenfassade über dem Eingang stammt von Wagner
- 1769: Hochaltar der Stadtpfarrkirche St. Maria de Rosario in Gerolzhofen
- ab 1770: entweder aus Wagners eigener Hand oder zumindest aus seiner Werkstatt stammt der größte Teil des plastischen Schmucks im Hofgarten der fürstbischöflichen Residenz Würzburg (Putten, Savoyardenknaben, Mohrenkinder, Chinesen, die Verkörperung von Pluto, der Raub der Europa und Raub der Proserpina auf der Mittelachse des Südgartens sowie zahlreiche Kanapees, Vasen und Pflanzschalen), einige Figuren im Treppenhaus und im Vestibül (Minerva, Bellona, beide 1779) der Residenz;[8] in Nachfolge von Ferdinand Tietz schuf Wagner außerdem die (heute von der Kunstgeschichte zu den bedeutendsten Kinderfiguren des Rokoko überhaupt gezählten) Putten an der Balustrade der Terrasse des fürstbischöflichen Schlosses in Veitshöchheim sowie Figuren in der östlichen Dreieckszone dieses Gartens (zwischen Rundturm und Schneckenhaus). 1772 erhielt er für den Altar der Salinenkirche in Hausen (heute St. Elisabeth-Kirche in Trimberg) 250 fl. und für die Kanzel (heute Schönbornhalle Mainfränkisches Museum Würzburg) 120 fl.
- 1772: Tabernakel am Hochaltar der Bartholomäuskirche in Volkach
- um 1778: Ausstattung der Pfarrkirche St. Valentin in Rohrbach (Ortsteil von Karlstadt)
- 1780: Grabmal des im Jahr zuvor verstorbenen Fürstbischofs Adam Friedrich von Seinsheim im Würzburger Kiliansdom
- 1780: Hochaltar der Kapelle Maria Hilf in Zellingen (erst bei einer Erneuerung der Kapelle im Jahr 1892 dort aufgestellt)
- 1783: Seitenaltäre und Taufstein für die Stadtpfarrkirche St. Maria de Rosario in Gerolzhofen

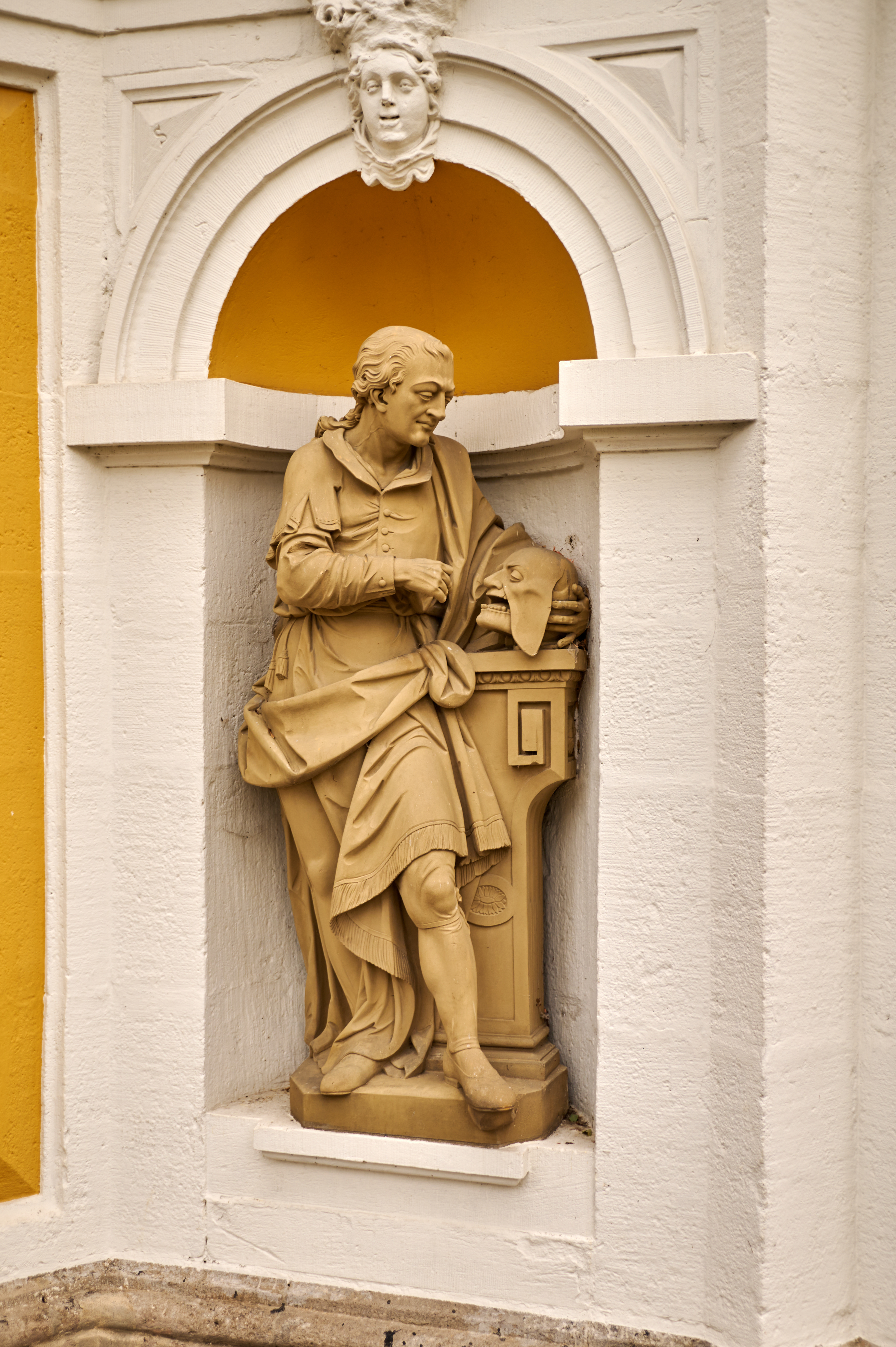
Skulpturnachbildung an der Fassade des Anatomiepavillons im Garten des Würzburger Juliusspitals

- 1787: Skulpturen und Urnennische an der Fassade des Anatomiepavillons des Juliusspitals in Würzburg[9][10]
- 1788, 1789: Tabernakel und Assistenzfiguren des Hochaltars in der Johanneskirche in Astheim
- 1785–1791: Skulpturen in der Klosterkirche Ebrach
- 1790: neuer Hauptaltar der alten Stadtkirche in Freudenberg am Main (1961 an die Pfarrei St. Brigitta in Sasbach verkauft)[11][12]
- 1790: Innenausstattung (Kanzel u. a.) der alten Pfarrkirche in Heidenfeld; in den 1906 fertiggestellten Nachfolgebau übernommen
- 1791: Kanzel der Pfarrkirche in Volkach